# Chandler (Oklahoma)
Chandler és una ciutat dels Estats Units a l'estat d'Oklahoma. Segons el cens del 2000 tenia 2.842 habitants.

## Demografia
Segons el cens del 2000, Chandler tenia 2.842 habitants, 1.146 habitatges, i 747 famílies. La densitat de població era de 150,3 habitants per km².
Dels 1.146 habitatges en un 31,2% hi vivien nens de menys de 18 anys, en un 47,1% hi vivien parelles casades, en un 14% dones solteres, i en un 34,8% no eren unitats familiars. En el 32,1% dels habitatges hi vivien persones soles el 17,3% de les quals corresponia a persones de 65 anys o més que vivien soles. El nombre mitjà de persones vivint en cada habitatge era de 2,36 i el nombre mitjà de persones que vivien en cada família era de 2,98.
Per edats la població es repartia de la següent manera: un 25,7% tenia menys de 18 anys, un 8,7% entre 18 i 24, un 25,3% entre 25 i 44, un 20,7% de 45 a 60 i un 19,6% 65 anys o més.
L'edat mediana era de 38 anys. Per cada 100 dones de 18 o més anys hi havia 84 homes.
La renda mediana per habitatge era de 26.833 $ i la renda mediana per família de 35.744 $. Els homes tenien una renda mediana de 28.125 $ mentre que les dones 19.397 $. La renda per capita de la població era de 14.676 $. Entorn del 12,1% de les famílies i el 16,7% de la població estaven per davall del llindar de pobresa.

## Poblacions més properes
El següent diagrama mostra les poblacions més properes.